# Luigina Bissoli
Luigina Bissoli (Vigonza, 21 de janeiro de 1956) é uma desportista italiana que competiu em ciclismo na modalidade de pista, especialista na prova de perseguição individual; ainda que também disputou corridas de estrada.
Ganhou três medalhas no Campeonato Mundial de Ciclismo em Pista entre os anos 1976 e 1979.
Em estrada obteve uma medalha de prata no Campeonato Mundial de Ciclismo em Estrada de 1976.

## Medalheiro internacional

### Ciclismo em pista
| Campeonato Mundial | Campeonato Mundial            | Campeonato Mundial | Campeonato Mundial     |
| Ano                | Lugar                         | Medalha            | Competição             |
| ------------------ | ----------------------------- | ------------------ | ---------------------- |
| 1976               | Monteroni di Lecce ( Itália)  | Medalha de prata   | Perseguição individual |
| 1978               | Munique ( Alemanha Ocidental) | Medalha de bronze  | Perseguição individual |
| 1979               | Amsterdam ( Países Baixos)    | Medalha de bronze  | Perseguição individual |

### Ciclismo em estrada
| Campeonato Mundial | Campeonato Mundial | Campeonato Mundial | Campeonato Mundial |
| Ano                | Lugar              | Medalha            | Competição         |
| ------------------ | ------------------ | ------------------ | ------------------ |
| 1976               | Ostuni ( Itália)   | Medalha de prata   | Estrada            |